# Louis de Silvestre
Louis de Silvestre (ur. 23 czerwca 1675 w Sceaux, zm. 11 kwietnia 1760 w Paryżu) – francuski malarz, przedstawiciel barokowego stylu dworskiego, uczeń Charlesa Le Bruna. Od 1709 był profesorem akademii królewskiej w Paryżu.

## Życiorys
W latach 1716–1748 przebywał na dworze saskim w Dreźnie, gdzie portretował króla i znane osobistości, a także wykładał malarstwo. Przebywał też w Warszawie, gdzie wykonał dekoracje Pałacu Saskiego.
Tworzył liczne portrety królów we francuskim stylu, mające na celu ukazanie splendoru i godności monarchów. Jego portret króla Augusta III nawiązuje do tradycji polskich portretów królewskich:

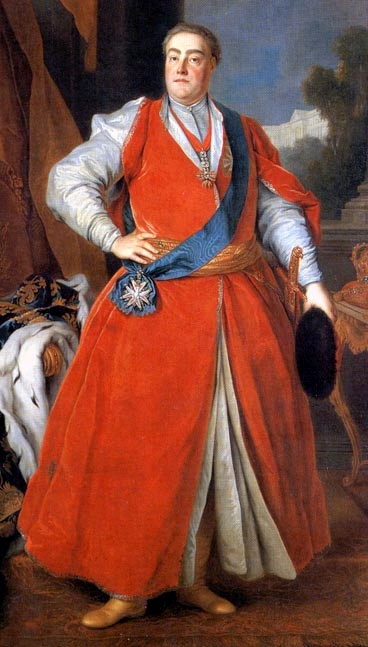
Portret króla Augusta III w stroju polskim (1737), Galeria Obrazów Starych Mistrzów w Dreźnie
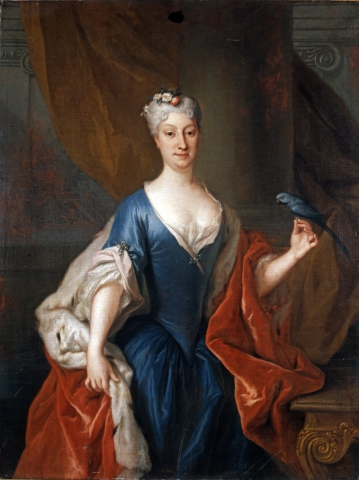
Portret Katarzyny Barbary z Radziwiłłów Branickiej z papugą (1726), Muzeum Narodowe w Krakowie
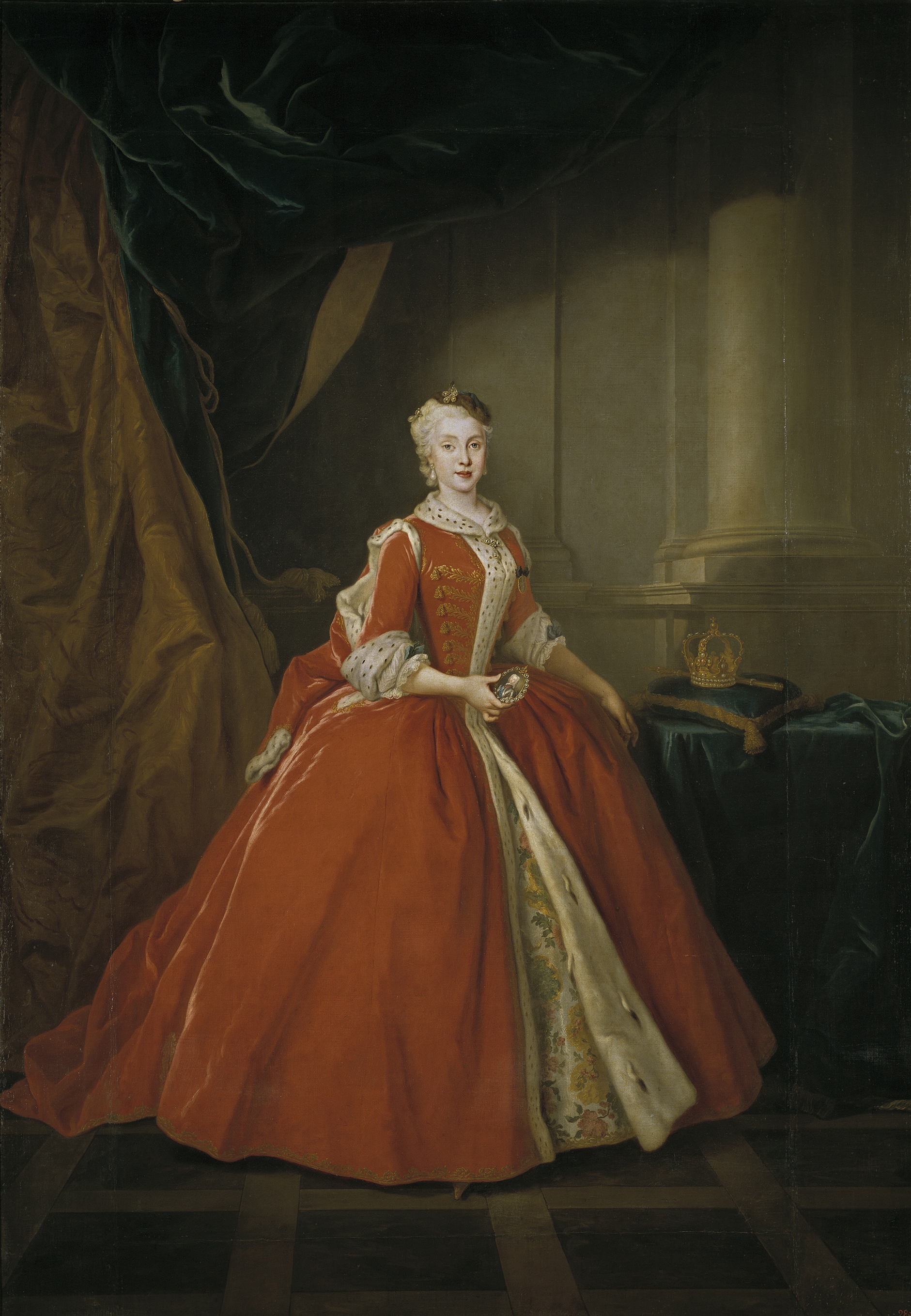
Portret królewny Marii Amalii Wettyn w stroju polskim (1738), Prado